# جاي إي. جنسن
جاي إي. جنسن (بالإنجليزية: Jay E. Jensen)‏ هو قسيس أمريكي، ولد في 5 فبراير 1942.